# Boca Chita Key
Ne doit pas être confondu avec Boca Chica Key.
Boca Chita Key est une île des Keys, archipel des États-Unis d'Amérique situé dans l'océan Atlantique au sud de la péninsule de Floride. Située dans le parc national de Biscayne, elle abrite le district historique de Boca Chita Key, un district historique inscrit au Registre national des lieux historiques depuis le 1er août 1997 et dont le phare de Boca Chita Key est une propriété contributrice.